# Fantasy Book
 (juillet 2020).
Si vous disposez d'ouvrages ou d'articles de référence ou si vous connaissez des sites web de qualité traitant du thème abordé ici, merci de compléter l'article en donnant les références utiles à sa vérifiabilité et en les liant à la section « Notes et références ».
Fantasy Book est un magazine de science-fiction américain semi-professionnel qui a publié huit numéros entre 1947 et 1951. Le rédacteur en chef est William L. Crawford (en) et l'éditeur la Fantasy Publishing Company, Inc. (en).
Crawford a des problèmes pour distribuer le magazine et le budget limité entraîne une faible qualité de papier et d'œuvres, mais il attire des soumissions de certains écrivains connus comme Isaac Asimov, Frederik Pohl, A. E. van Vogt, Robert Bloch et L. Ron Hubbard.
L'histoire la plus connue du magazine est la première vente de Cordwainer Smith, Scanners Live in Vain (en), qui est ensuite incluse dans la première anthologie du Science Fiction Hall of Fame (en) et est maintenant considérée comme l'une des meilleures œuvres de Smith. Jack Gaughan (en), qui deviendra plus tard un artiste de science-fiction primé, a fait sa première vente professionnelle à Fantasy Book, pour la couverture illustrant l'histoire de Smith.